# Bad Vibrations
Bad Vibrations è il sesto album in studio del gruppo musicale statunitense A Day to Remember, pubblicato indipendentemente sotto distribuzione Epitaph Records il 2 settembre 2016.
Comparato dalla critica più al terzo album Homesick, più aggressivo e cupo, che ai precedenti due album What Separates Me from You e Common Courtesy, maggiormente vicini al pop punk, è stato il miglior debutto commerciale degli A Day to Remember a livello internazionale.

## Registrazione
L'album è stato scritto e registrato in Colorado, con la produzione di Bill Stevenson e Jason Livermore, al contrario dei precedenti due album prodotti dal trio Gilbert-McKinnon-Wade (Gilbert aveva prodotto anche Homesick insieme agli A Day to Remember stessi). A questo proposito, il cantante del gruppo Jeremy McKinnon ha definito l'esperienza come la "più particolare che abbiamo mai avuto in fase di produzione", anche perché l'intero disco è stato scritto dai membri del gruppo insieme (non accadeva dal secondo album in studio For Those Who Have Heart, del 2009) in un cottage in montagna.
Parlando dell'album, sempre McKinnon ha detto:
Sempre nella stessa intervista, aggiunge che ogni componente del gruppo ha nell'album almeno una canzone nella quale ha dato il meglio di sé.
Il chitarrista Kevin Skaff ha affermato che la band ha scritto almeno due canzoni ogni giorno per un mese intero, per poi metterle ai voti per sceglierne 15 da registrare, 13 delle quali sono state poi inserite nell'album.

## Pubblicazione
Data anche la rottura definitiva del contratto con la Victory Records, Bad Vibrations viene pubblicato indipendentemente come il precedente Common Courtesy, anche se la distribuzione avviene per mezzo della Epitaph Records. Inizialmente prevista per il 19 agosto 2016, l'uscita ufficiale viene tuttavia posticipata al 2 settembre successivo. Nonostante l'uscita del primo singolo Paranoia nel marzo 2016, l'uscita di un nuovo album non viene annunciato prima del giugno successivo, anche a causa della difficoltà riscontrata nel trovare una copertina che soddisfasse le esigenze del gruppo. Infine, la copertina definitiva viene realizzata e perfezionata sotto direzione di Jeremy McKinnon (voce) e Neil Westfall (chitarra ritmica) da Mike Cortada, già autore di diverse copertine e artwork per gli A Day to Remember.
È stato comunque reso disponibile per lo streaming su Spotify a partire dal 1º settembre 2016.
In anticipazione all'album, durante l'estate 2016 vengono pubblicati i singoli Bad Vibrations, Bullfight, Naivety e We Got This, mentre il singolo promozionale Same About You entra in rotazione radiofonica a partire dal 23 gennaio 2018, a oltre un anno di distanza dalla pubblicazione dell'album.

## Accoglienza
| Recensione            | Giudizio |
| --------------------- | -------- |
| Already Heard         |          |
| Altcorner.com         |          |
| Blunt Mag             |          |
| Breaking and Entering |          |
| Ghost Cult Magazine   |          |
| Impericon Magazin     | 67%      |
| Metal Hammer          |          |
| Music Existence       |          |
| Musicology            |          |
| Punknews.org          |          |
| Renowned for Sound    |          |
| Rock Sound            |          |
| Soundfiction          |          |
| Spotlight Report      |          |
| Upset Magazine        |          |

### Giudizio della critica
Bad Vibrations è stato ben accolto dalla critica internazionale, venendo definito da più recensori (tra cui Alternative Press) come il «miglior album degli A Day to Remember dall'uscita di Homesick». Il sito specializzato Punktastic ha in particolare lodato le capacità vocali del cantante Jeremy McKinnon, e ha definito Bad Vibrations l'album più "oscuro" mai prodotto dal gruppo. Emily Holden di Altcorner.com lo premia con un voto di 10/10, definendolo il miglior album di sempre degli A Day to Remember, mentre Rob Sayce di Rock Sound (che lo vota con un 8 su 10) lo descrive dicendo che «invece di ricreare il fist pumping e la gloria dominatrice di arene di Common Courtesy [precedente album del gruppo], i re di Ocala pagano tributo alle loro origini punk e metalcore». L'album è difatti definito da alcuni critici un ritorno alle sonorità più pesanti e aggressive che hanno caratterizzato i primi album del gruppo, risultando però più maturo e introspettivo dei precedenti album.
Chris Giacca di Blunt Mag, nonostante dia all'album un voto di 3 su 5, lo definisce deludente per via dell'aggiunta di un maggior numero di riff di chitarra rispetto ai precedenti lavori del gruppo, da lui ritenuti monotoni.

### Successo commerciale
Bad Vibrations ha debuttato al primo posto nella classifica australiana degli album, risultando il primo album degli A Day to Remember a raggiungere la cima di una classifica generale. Nel Regno Unito entra nella top 10 (prima volta per un album del gruppo) alla sesta posizione, risultando inoltre l'album rock più venduto durante la settimana e il secondo di un'etichetta indipendente. Anche in Germania il gruppo raggiunge per la prima volta le prime 10 posizioni, con il debutto di Bad Vibrations alla settima. Negli Stati Uniti d'America entra nella Billboard 200 direttamente alla seconda posizione (record per il gruppo), risultando l'album più venduto durante la sua prima settimana di uscita con oltre 62 000 copie vendute, e superando quindi le 58.000 vendute da What Separates Me from You al suo debutto in classifica nel 2011.

## Tracce
Testi di A Day to Remember, musiche di Jeremy McKinnon, Kevin Skaff e Neil Westfall, eccetto dove indicato.
1. Bad Vibrations – 3:33 (musica: McKinnon, Skaff, Westfall, Quistad)
2. Paranoia – 3:20
3. Naivety – 3:19 (musica: McKinnon, Skaff, Stevenson)
4. Exposed – 3:38 (musica: McKinnon, Skaff, Westfall, Quistad)
5. Bullfight – 4:35
6. Reassemble – 3:57 (musica: McKinnon, Skaff, Westfall, Wade)
7. Justified – 3:58 (musica: McKinnon, Skaff, Westfall, Quistad, Stevenson)
8. We Got This – 3:49
9. Same About You – 3:04 (musica: McKinnon, Shelnutt, Skaff, Westfall)
10. Turn Off the Radio – 3:46 (musica: McKinnon, Skaff, Westfall, Wade)
11. Forgive and Forget – 4:42 (musica: McKinnon, Skaff, Denney, Wade)

Tracce bonus nell'edizione deluxe
1. Negative Space – 3:37 (musica: McKinnon, Skaff, Woodard)
2. In Florida – 3:22

## Formazione
A Day to Remember
- Jeremy McKinnon – voce
- Kevin Skaff – chitarra solista, voce secondaria
- Neil Westfall – chitarra ritmica
- Joshua Woodard – basso
- Alex Shelnutt – batteria, percussioni

Altri musicisti
- Phil Norman – violoncello in Exposed, Justified, We Got This e Forgive and Forget
- Adrienne Short – violino e viola in Exposed, Reassemble, Justified, We Got This e Forgive and Forget
- Ian Short – violino in Justified, We Got This e Forgive and Forget
- Chris Beeble – cori in Negative Space
- Andrew Berlin – cori in Negative Space
- Nicole Dunn – cori in Negative Space
- Jason Livermore – cori in Negative Space
- Miles Stevenson – cori in Negative Space
- Maddie Stevenson – cori in Negative Space
- Andrew Wade – cori in Negative Space

Produzione
- Bill Stevenson – produzione, ingegneria del suono
- Jason Livermore – produzione, ingegneria del suono
- Andrew Berlin – ingegneria del suono, produzione aggiuntiva
- Andrew Wade – ingegneria del suono
- Chris Beeble – ingegneria del suono
- Paul Suarez – Pro Tools
- Andy Wallace – missaggio
- Ted Jensen – mastering
- Mike Cortada – artwork, layout
- James Hartley – fotografia

## Classifiche
| Classifica (2016)         | Posizione massima |
| ------------------------- | ----------------- |
| Australia                 | 1                 |
| Austria                   | 7                 |
| Belgio (Fiandre)          | 30                |
| Belgio (Vallonia)         | 90                |
| Canada                    | 9                 |
| Germania                  | 7                 |
| Nuova Zelanda             | 23                |
| Regno Unito               | 6                 |
| Regno Unito (download)    | 8                 |
| Regno Unito (physical)    | 10                |
| Regno Unito (independent) | 2                 |
| Regno Unito (rock)        | 1                 |
| Stati Uniti               | 2                 |
| Stati Uniti (digital)     | 2                 |
| Stati Uniti (independent) | 1                 |
| Stati Uniti (alternative) | 1                 |
| Stati Uniti (hard rock)   | 1                 |
| Stati Uniti (rock)        | 1                 |
| Svizzera                  | 17                |